# Bombenanschlag in Worcester 1996
Der Bombenanschlag in Worcester 1996 war ein rechtsextremer Bombenanschlag am 24. Dezember 1996 in einem Supermarkt der Kette Shoprite in der Kleinstadt Worcester in Südafrika. Bei dem Anschlag kamen vier Menschen ums Leben. Es handelte sich um den schwersten Anschlag in Südafrika nach dem Ende der Apartheid 1994.

## Tathergang
Am 24. Dezember 1996 um 13 Uhr explodierte zunächst eine Bombe versteckt in einem zementierten Mülleimer. Die Explosion zerstörte Teile des Glasdaches, so dass Glasscherben und Trümmer auf die Kunden regneten. Das Einkaufszentrum war an diesem Tag gut gefüllt mit Kunden, die ihre letzten Weihnachtseinkäufe erledigten wollten. Die Kunden gerieten in Panik. Etwa 10 Minuten später explodierte eine zweite Bombe außerhalb des Einkaufszentrums in der Nähe einer Apotheke. Die Explosion im Einkaufszentrum tötete einen erwachsenen Mann und zwei Kinder starben auf der Stelle. Ein sechsjähriger Junge verstarb später auf dem Operationstisch des lokalen Krankenhauses. Insgesamt 67 Personen wurden zum Teil sehr schwer verletzt.
Bei den Bomben handelte es sich um selbst gebastelte Rohrbomben. Insgesamt wurden vier Bomben versteckt, darunter eine unter einem Weihnachtsbaum. Jedoch explodierten nur zwei.

## Täter
Zunächst wurde kein Bekennerschreiben veröffentlicht. Als Täter wurden zunächst drei „nicht-weiße“ Männer vermutet, die sich mit überhöhter Geschwindigkeit vom Tatort entfernten. Nach dem Auto wurde gefahndet und eine Belohnung von 110.000 US-Dollar wurde ausgelobt. Dies stellte sich als falsch heraus.
Später wurde bekannt, dass es sich bei den vier Tätern um Daniel Stephanus “Stefaans” Coetzee, Cliffie Barnard, Jan van der Westhuizen und Koper Mybur handelte. Sie gehörten der rechtsextremen Burenbewegung Afrikaner Weerstandsbeweging an sowie der religiösen Sekte Israeli Vision. Cliffie Barnard, Jan van der Westhuizen und Koper Mybur erhielten eine lebenslängliche Freiheitsstrafe sowie zusätzlich weitere 88 Jahre. Koper Mybur wurde später in einem weiteren Prozess des Mordes an Jan van der Westhuizens Ehefrau schuldig gesprochen und erhielt weitere 10 Jahre.
Daniel Stephanus „Stefaans“ Coetzee war zu dem Zeitpunkt des Bombenanschlags erst 17 Jahre alt. Er wurde zu 40 Jahren Haft verurteilt. Er löste sich im Gefängnis in einem langen Prozess von seiner rechtsextremen Ideologie und traf sich dort mit verschiedenen seiner Opfer. Er wandte sich stattdessen der Bibel zu und besuchte mehrere Aussteigerprogramme. 2011 sprach er am Ort des Bombenattentats vor den Überlebenden seiner Taten und entschuldigte sich. 2013 wurde er im Gefängnis von fünfzig Überlebenden des Attentats besucht. Die Initiative war unter dem Namen „Peace Train“ bekannt und war Teil des Versöhnungsprozess in Südafrika nach der Apartheid.
2015 wurde Coetzee auf Bewährung entlassen. Er engagiert sich seitdem in der Hilfeorganisation Feed a Child in Klerksdorp. 2016 nahm er am Comrades-Marathon teil und widmete dies seinen Opfern.